# Kranjska Gora (plaats)
Kranjska Gora (Duits: Kronau) is een plaats in Slovenië en maakt deel uit van de gemeente Kranjska Gora in de NUTS-3-regio Gorenjska. De plaats telde 1.519 inwoners op 1 januari 2020.

## Zustergemeente
Er is een stedenband met
Waasmunster